# Mikołaj Górski (zm. 1742)
Mikołaj Górski (Gurski) z Niedrwicy herbu Pobóg (zm. 1742) – wojski halicki w 1735 roku, miecznik kołomyjski w 1735 roku.
Był konsyliarzem konfederacji ziemian halickich, zawiązanej 15 grudnia 1733 roku w obronie wolnej elekcji Stanisława Leszczyńskiego. 